# Цинния
Ци́нния (лат. Zínnia, более редкий вариант русского названия — Циния) — род однолетних и многолетних трав и полукустарников семейства астровые (Asteraceae). Некоторые виды циннии — популярные декоративные красивоцветущие растения.
Цинния (Zinnia sp.) стала декоративным растением, выращенным в невесомости на борту Международной космической станции; это произошло в январе 2016 года на установке Veggie.

## Название
Название растениям из Мексики было дано Карлом Линнеем в 1759 году в честь Иоганна Готтфрида Цинна (1727—1759), профессора фармакологии, директора ботанического сада в Гёттингене (Германия), который предоставлял Линнею гербарный материал для работы.
В фундаментальном издании «Флора СССР» отмечено, что «приоритетным родовым названием является Crassina, предложенное в честь С. П. Крашенинникова русским исследователем Константином Щепиным. Однако Zinnia внесена в число сохраняемых родовых названий» (гомотипный синоним).

## Ботаническое описание

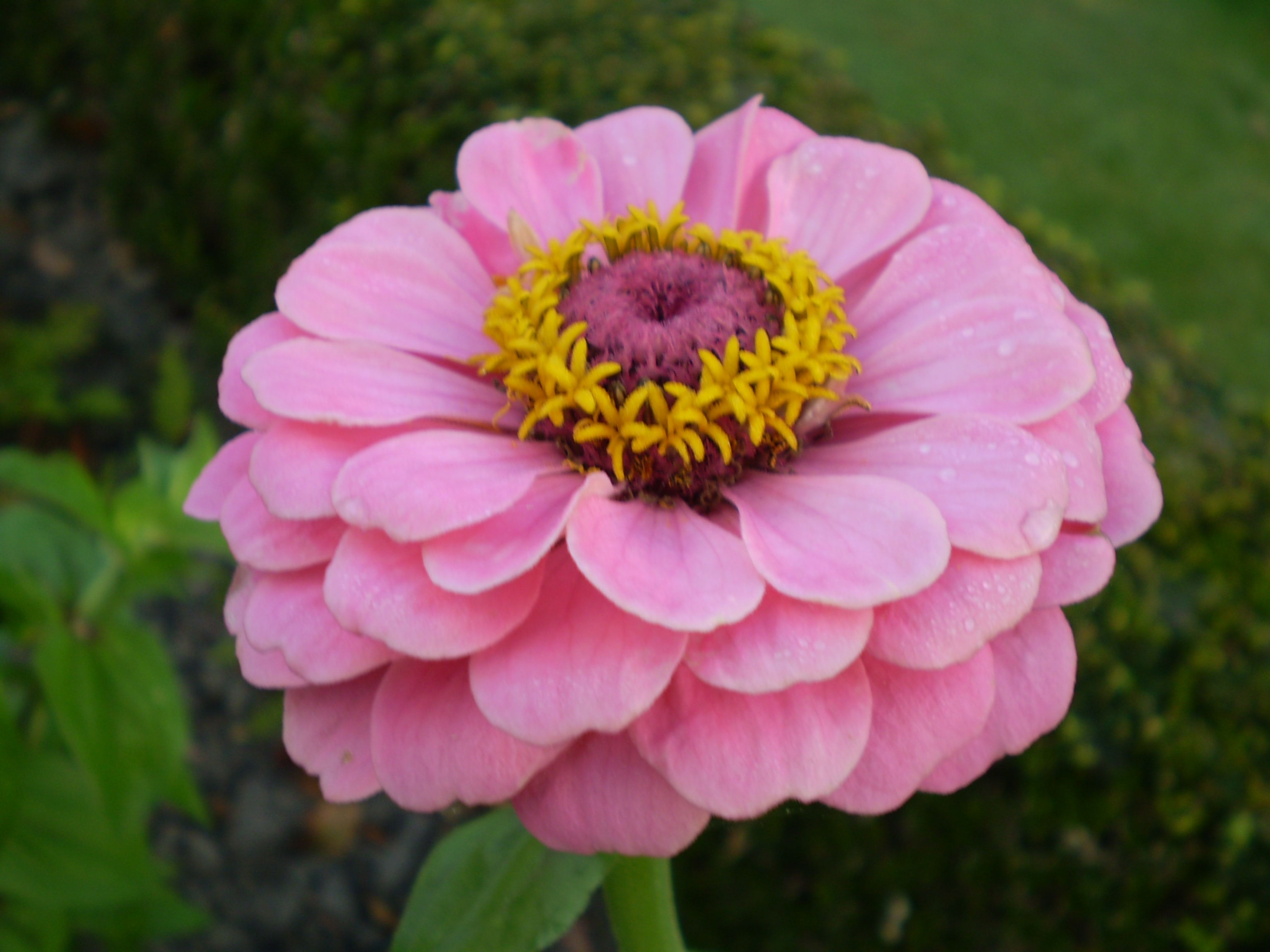
Соцветие циннии изящной (Zinnia elegans)

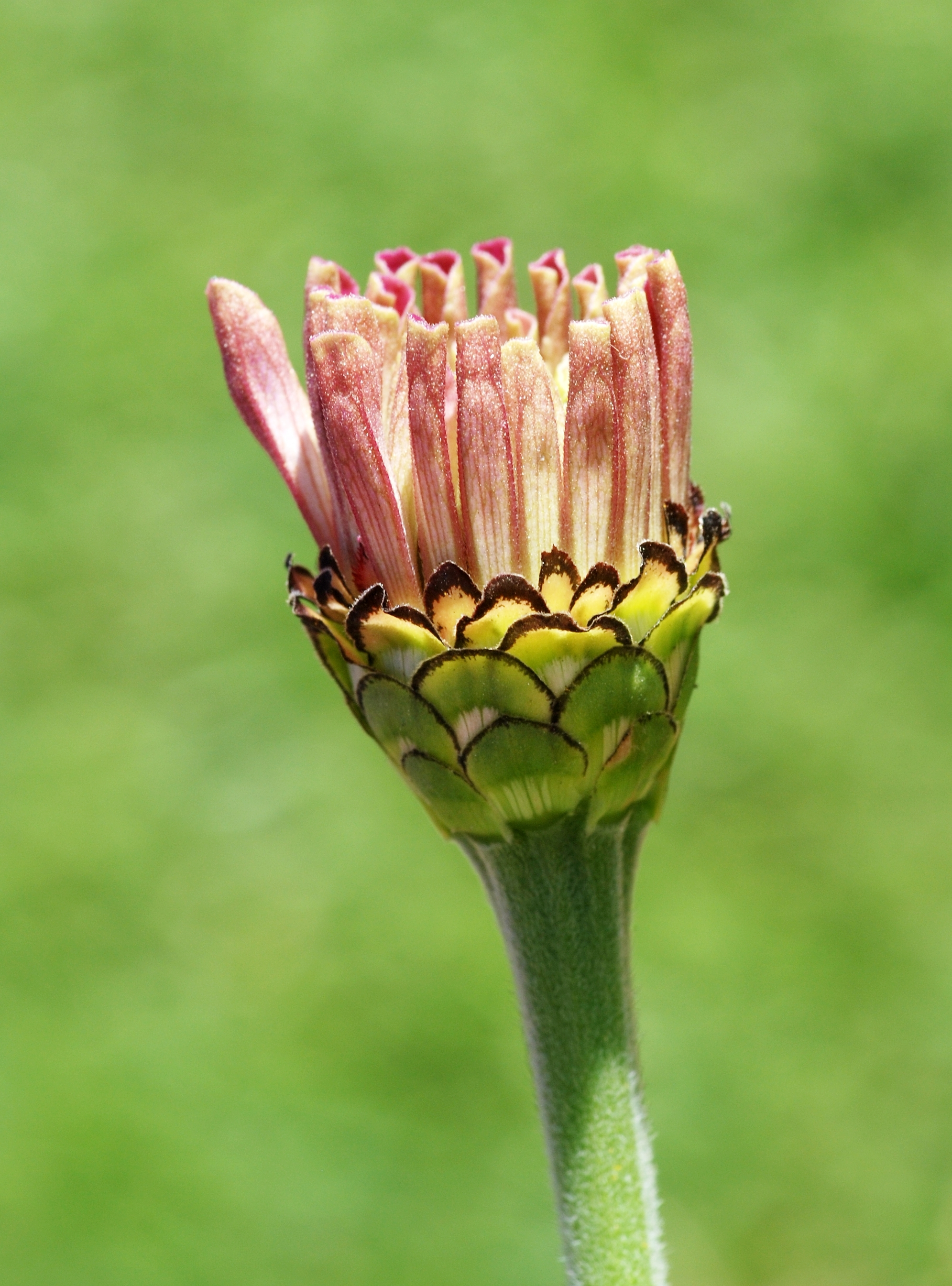
Многорядная обёртка из листочков с коричневой каймой и утолщенный сверху цветонос циннии изящной

Одно- или многолетние травы или полукустарники высотой 30—90(100) см.
Листья яйцевидно-заострённые, имеют жёсткое опушение, цельные, сидячие, располагаются супротивно или в мутовках.
Соцветия — одиночные многоцветковые верхушечные корзинки 3-14 см в диаметре, расположенные на длинных, обычно сверху утолщённых цветоносах или сидячие.
Обёртка корзинок многорядная, черепитчатая.
Цветоложе конусовидное, при плодах цилиндрическое, усаженное плёнчатыми, сложенными вдоль прицветниками и охватывающие срединные цветки и семянки.
Наружные (язычковые) цветки плотно расположенные, разнообразной окраски (от белых, жёлтых и оранжевых до красных и пурпуровых) с закругленным или выемчатым отгибом, внутренние (трубчатые) цветки мелкие, жёлтые до красно-коричневых.
Плод — семянка, более или менее трёхгранная или сплюснутая; хохолок из 1-3 различных по длине зубчиков или остей или отсутствует.
Цветёт с середины июня до заморозков.

## Распространение и экология
Растение происходит из Центральной и с юго-запада Северной Америки, несколько видов произрастает в Южной Америке.
В настоящее время культивируется повсеместно.
Циннии обильно цветут на защищённых от ветров, солнечных, тёплых участках с дренированной, нейтральной, богатой гумусом и минеральными элементами почвой. Засухоустойчивы, но при продолжительной засухе требуют полива, в противном случае соцветия мельчают и теряют декоративность. Неморозоустойчивы, повреждаются даже незначительными заморозками. В местностях с прохладным и дождливым летом они растут и цветут хуже.
Размножается семенами.

## Значение и применение
Циннии очень широко применяются для цветочного оформления как декоративные растения. Некоторые виды культивировали ещё ацтеки. В декоративном садоводстве используют многочисленные формы и сорта, происходящие от двух видов: цинния изящная (Zinnia elegans) и цинния узколистная (Zinnia angustifolia).
Циннии очень декоративны в посадках массивами и группами на газонах, рабатках, клумбах, в срезке. Карликовые сорта хороши в садовых вазах и контейнерах.

## Цинния в филателии
Почтовым ведомством ФРГ с 15 октября 1976 года выпускалась серия почтовых марок с изображением различных цветков, на одной марке присутствовало изображение Циннии изящной.

## Классификация

### Таксономия
Род Цинния входит в семейство Астровые (Asteraceae) порядка Астроцветные (Asterales).
|  |                                      |  |                                                             |                                                             |                                       |  | ещё 8 семейств (согласно Системе APG II) |              |              |                |
|  |                                      |  |                                                             |                                                             |                                       |  |                                          |              |              | около 20 видов |
|  |                                      |  |                                                             | порядок Астроцветные                                        |                                       |  |                                          |              | род Цинния   |                |
|  |                                      |  |                                                             | порядок Астроцветные                                        |                                       |  |                                          |              | род Цинния   |                |
|  | отдел Цветковые, или Покрытосеменные |  |                                                             |                                                             | семейство Астровые, или Сложноцветные |  |                                          |              |              |                |
|  | отдел Цветковые, или Покрытосеменные |  |                                                             |                                                             |                                       |  |                                          |              |              |                |
|  |                                      |  | ещё 44 порядка цветковых растений (согласно Системе APG II) | ещё 44 порядка цветковых растений (согласно Системе APG II) |                                       |  |                                          | ещё 40 родов | ещё 40 родов |                |
|  |                                      |  |                                                             | ещё 44 порядка цветковых растений (согласно Системе APG II) |                                       |  |                                          |              | ещё 40 родов |                |

### Виды

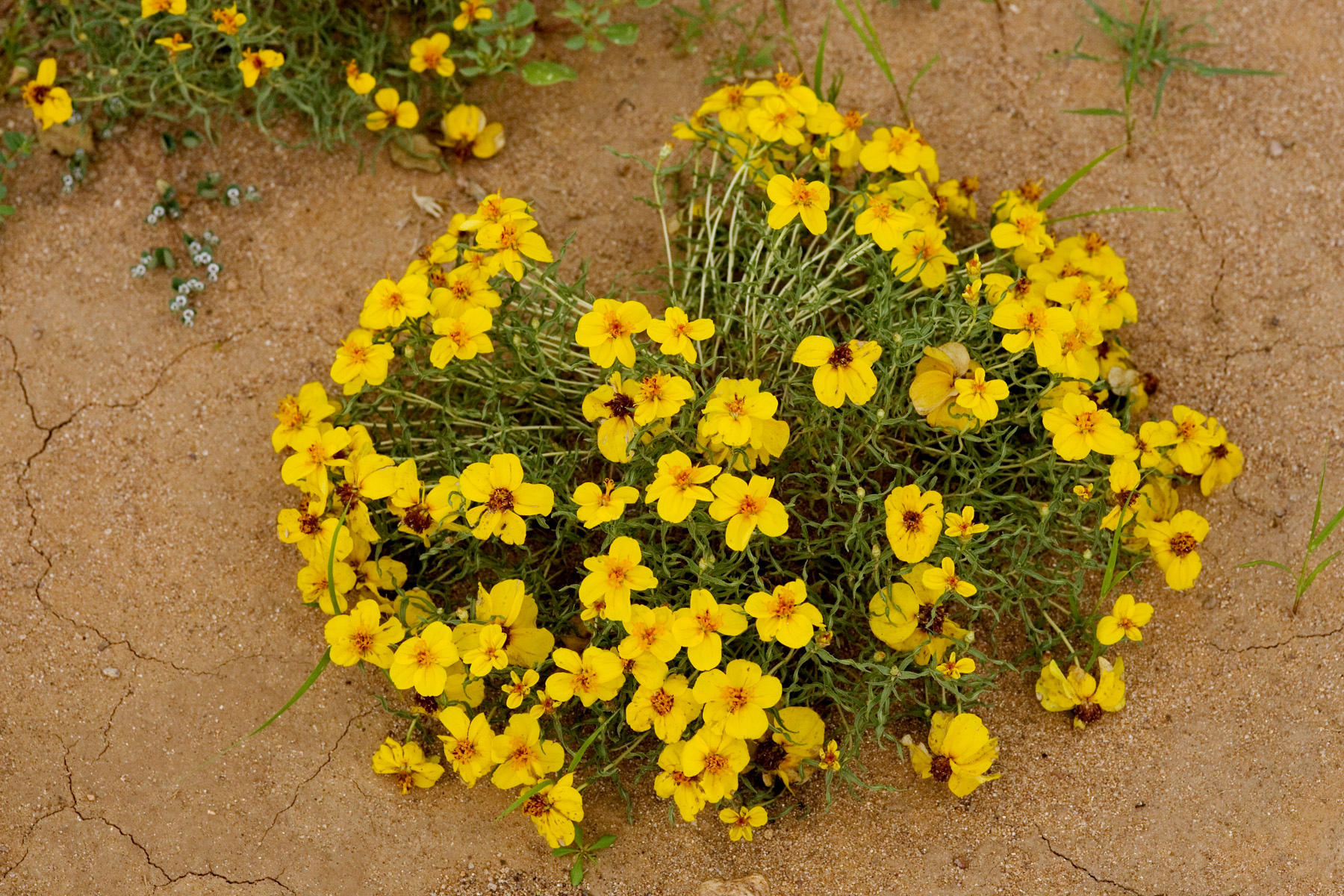
Zinnia grandiflora

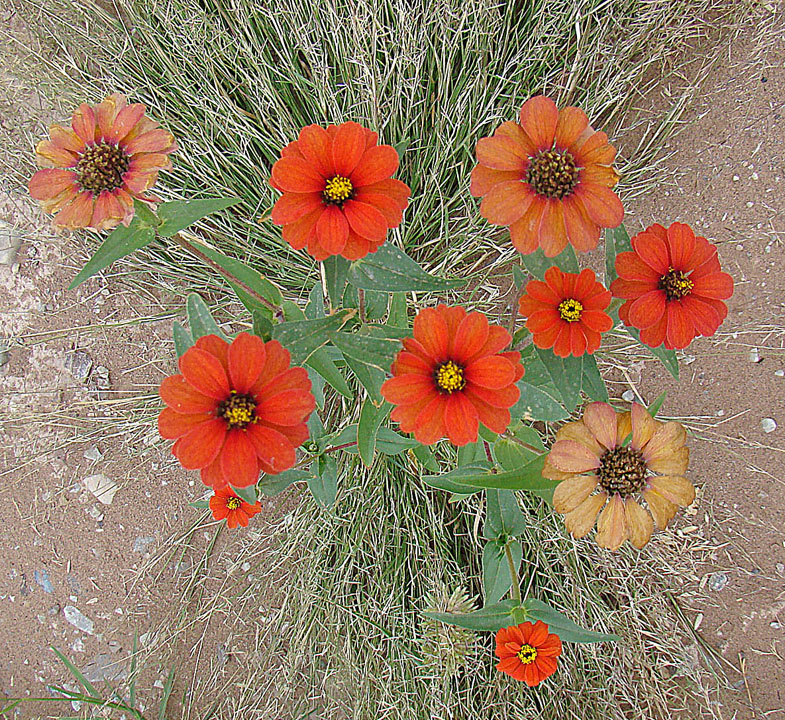
Zinnia peruviana

Род насчитывает около 20 видов, некоторые из них:
- Zinnia acerosa (DC.) Gray
- Zinnia angustifolia Kunth — Цинния узколистная
- Zinnia anomala Gray
- Zinnia bicolor (DC.) Hemsl. — Цинния двуцветная
- Zinnia citrea A.M.Torres — Цинния лимонная
- Zinnia elegans Jacq. — Цинния изящная
- Zinnia flavicoma (DC.) Olorode & A.M.Torres
- Zinnia grandiflora Nutt. — Цинния крупноцветковая
- Zinnia haageana Regel — Цинния Хаге
- Zinnia juniperifolia (DC.) A.Gray — Цинния можжевельниколистная
- Zinnia linearis — Цинния линейная
- Zinnia marilandica D.M.Spooner et al.
- Zinnia maritima Kunth — Цинния приморская
- Zinnia microglossa (DC.) McVaugh
- Zinnia oligantha I.M.Johnst.
- Zinnia peruviana (L.) L. typus[5] — Цинния перуанская
- Zinnia violacea Cav. Современные источники рассматривают этот вид как самостоятельный[6]; ранее название Zinnia violacea Cav. нередко включалось в синонимику вида Zinnia elegans Jacq.